# サンゴルキ
サンゴルキ（スペイン語: Sangolquí）は、エクアドル・ピチンチャ県ルミニャウィ郡にある都市。同国首都のキトの郊外にあたる。

## 概要
同国の強豪サッカークラブであるインデペンディエンテ・デル・バジェが本拠地を構える土地として著名である他、大学のArmed Forces University – ESPEが所在している事でも知られている。
また、2020年にはエクアドル版のプエブロ・マヒコに選出された。